# 奥尔维拉
奥尔维拉（西班牙語：Olvera）是西班牙安达卢西亚自治区加的斯省的一个市镇，靠近塞维利亚省和马拉加省边界，2017年人口8,153人。该镇司法辖区位于阿尔科斯-德拉弗龙特拉。1877年获得阿方索十二世授予的市镇称号。
这个城市的主要古迹就是城市本身。有一句话充分体现了这一现实：“奥尔维拉就是一条街，一个教堂和一座城堡，但是是怎样的一条街，怎样的一个教堂和怎样的一个城堡！”，由于这个原因奥尔维拉于1983年被宣布为艺术和历史保护区。

## 地理
奥尔维拉的平均海拔为643米
，距离首府加的斯130公里。以下是其附近的市镇：
| 西北: 科里佩                 | 北: 莫龙-德拉弗龙特拉 和 普鲁纳 | 东北: 阿尔加米塔斯             |
| 西: 科里佩 和 阿尔戈多纳莱斯 |                                 | 东: 卡涅特拉雷亚尔             |
| 西南: 阿尔戈多纳莱斯         | 南: 埃尔加斯托尔                | 东南: 巴列堡 和 托雷亚尔阿基梅 |

## 人口
| 奥尔维拉历史人口变化   |
|                        |
| 来源：西班牙国家统计局 |

2010年出现的移民热潮（特别是太阳海岸）使奥尔维拉的人口呈下降趋势。
奥尔维拉2010年人口金字塔数据如下：
- 20岁以下人口：21.35％
- 20-40岁人口：26.21％
- 40-60岁人口：27.50％
- 60岁以上人口：24.94％

## 参考

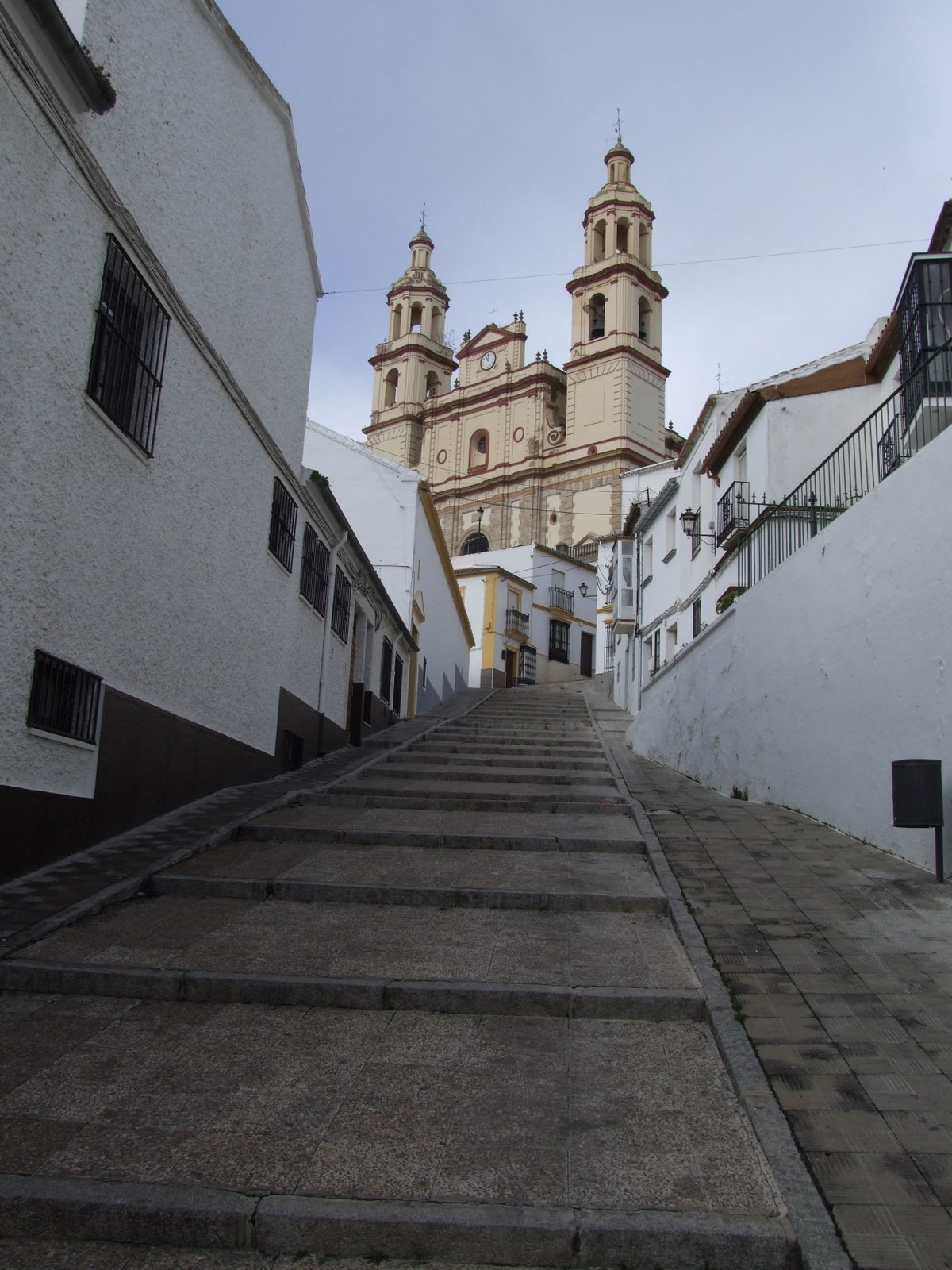
教堂

## 图集

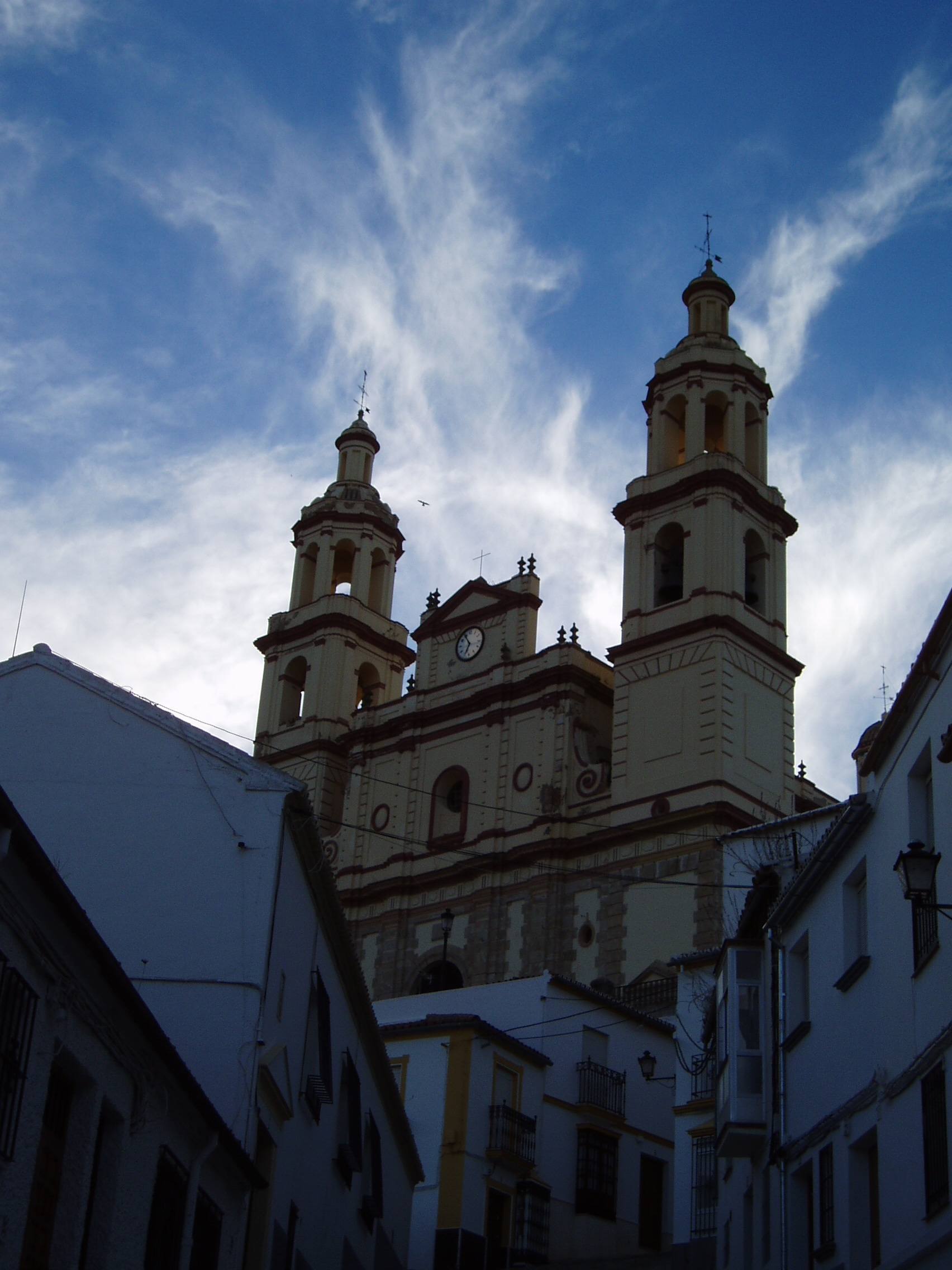
圣母堂
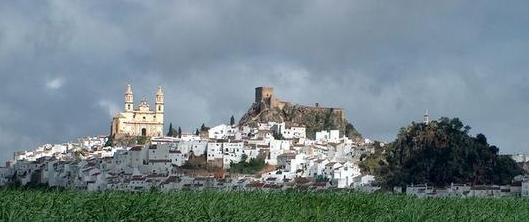
奥尔维拉
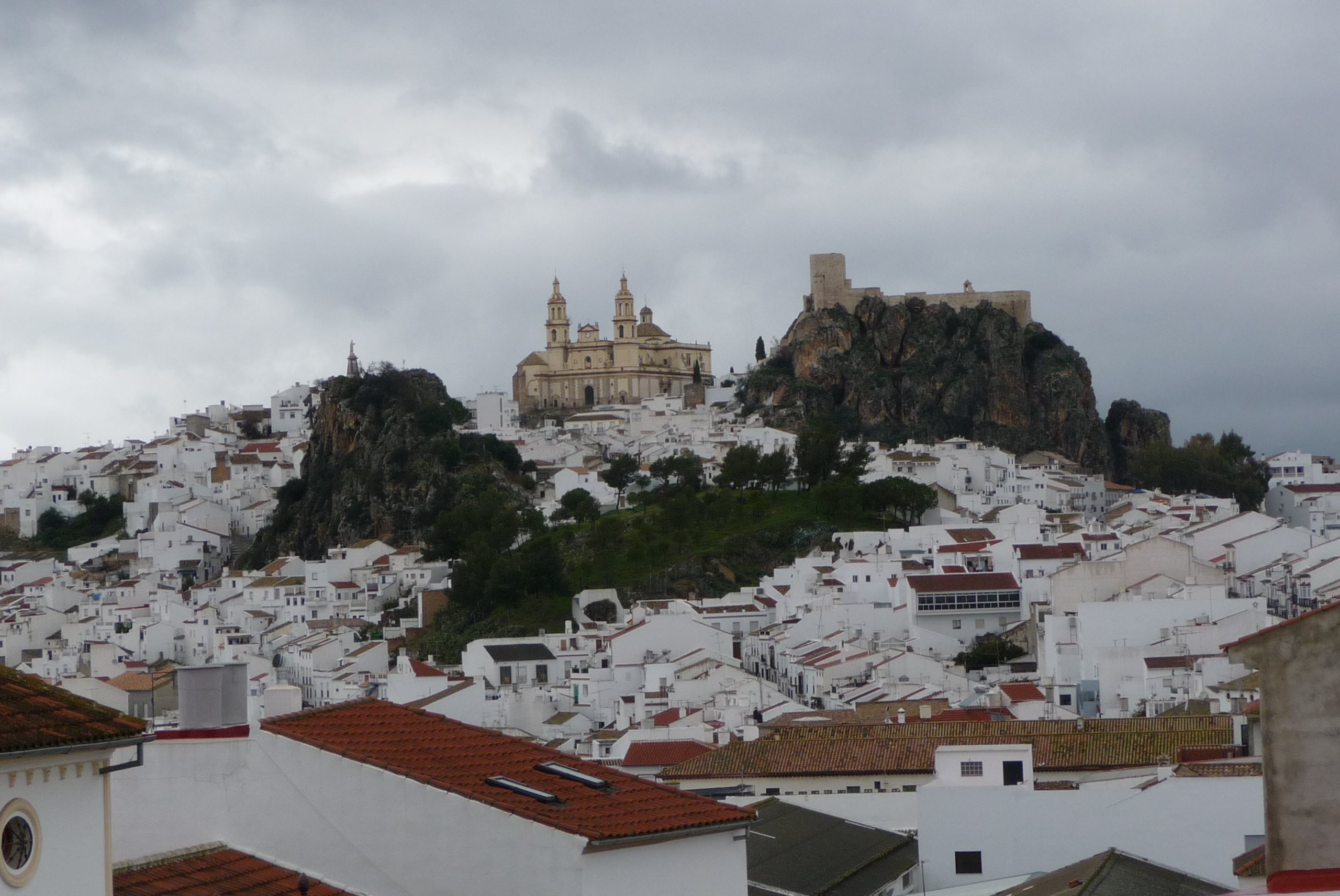
奥尔维拉
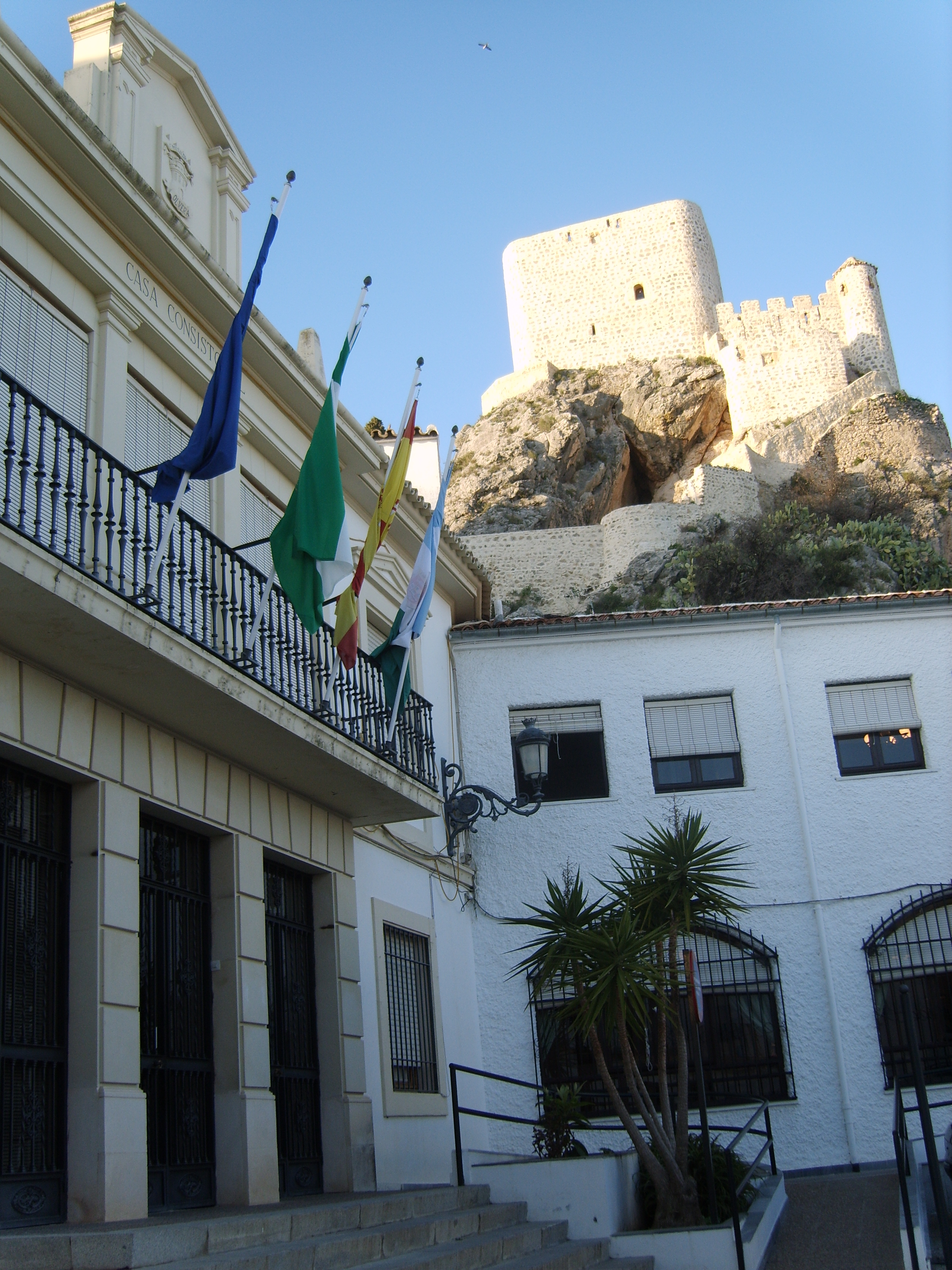